# Caligo beltrao
Espèce
 Caligo beltrao  est une espèce de lépidoptères (papillons) de la famille des Nymphalidae, de la sous-famille des Morphinae et du genre Caligo.

## Dénomination
Caligo beltrao a été décrit par Johann Karl Wilhelm Illiger en 1801 sous le nom initial de Papilio beltrao.

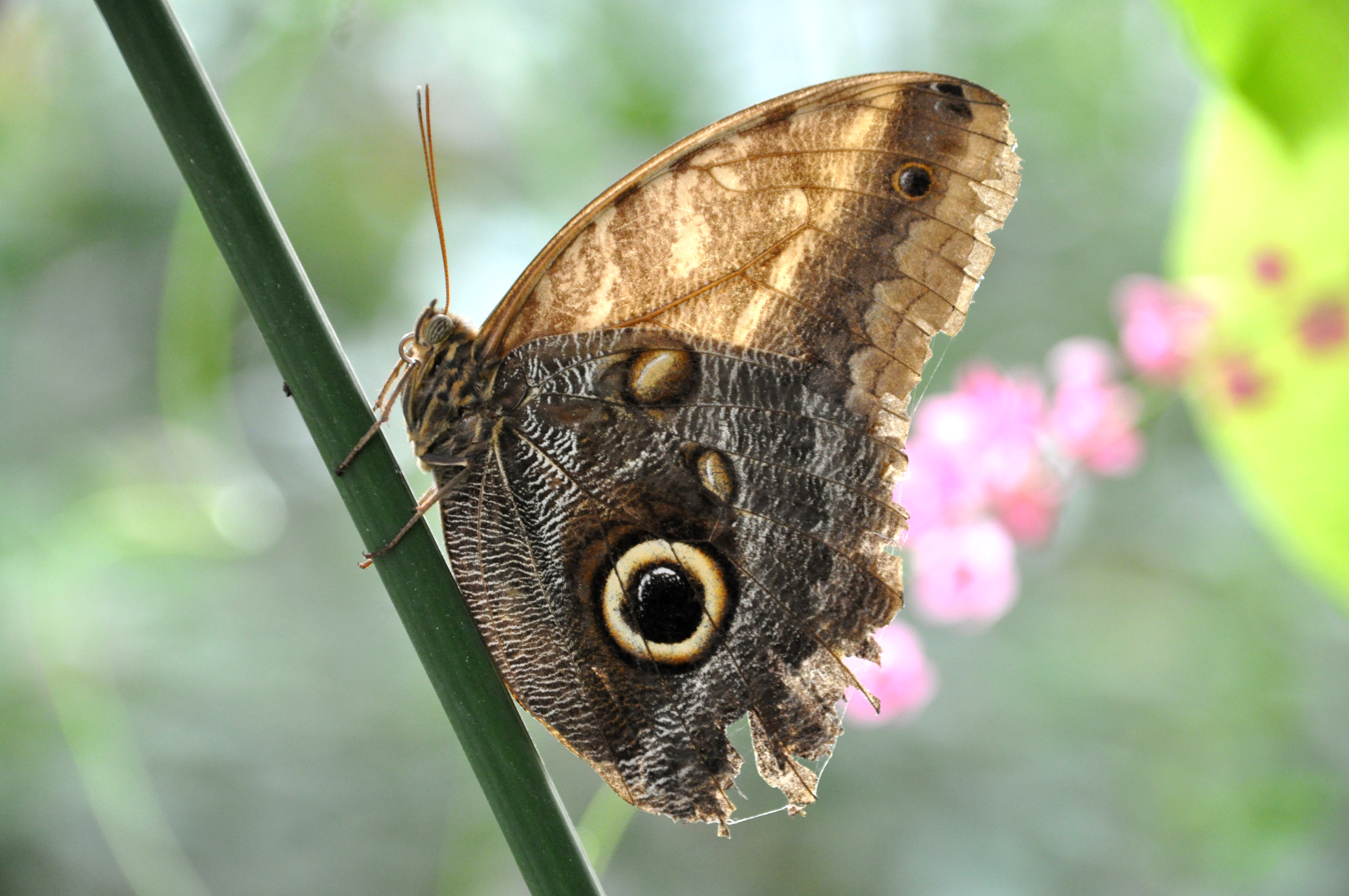
revers de Caligo beltrao

### Synonymie
- Papilio demosthenes Perry, 1810
- Morpho reinwardtianus Drapiez, 1820
- Morpho inachis Godart, [1824]

### Noms vernaculaires
Caligo beltrao se nomme Purple Owl en anglais.

## Description
Caligo beltrao est un grand papillon, d'une envergure d'environ 120 mm au bord externe des ailes festonné avec le dessus des ailes de couleur bleu ardoise à large bordure noire au bord externe et apex des ailes antérieures orange.
Le revers est ocre doré marbré de gris argent avec un très gros ocelle noir cerclé de jaune sur chaque aile postérieure mimant les yeux d'un hibou ou d'une grenouille arboricole.

## Biologie

### Plantes hôtes
Les plantes hôtes de sa chenille sont Canna indica, Calathea zebrina, Musa sapientum et Hedychium coronarium.

## Écologie et distribution
Caligo beltrao est présent au Brésil dans la région de Rio-de-Janeiro.

### Biotope
Il réside dans la région de Rio-de-Janeiro.

### Protection
Pas de statut de protection particulier